# Die PARTEI
Die PARTEI (en français : Le PARTI), acronyme de Partei für Arbeit, Rechtsstaat, Tierschutz, Elitenförderung und basisdemokratische Initiative (en français : Parti pour le travail, l’État de droit, la protection des animaux, la promotion des élites et l’initiative démocratique), est un parti satirique, fondé en 2004 à l’initiative de la revue satirique allemande Titanic. Son président, Martin Sonneborn, a été élu député européen lors des élections européennes de 2014. L'appellation « Die PARTEI » (avec l’article défini) fait clairement référence au parti socialiste unifié de l’ex-RDA et au Parti national-socialiste des travailleurs allemands du Troisième Reich.

## Programme
En général, le PARTI cherche à se présenter comme le parti le plus moderne en surmontant tous les contenus politiques[Quoi ?]. Cependant il y a des propositions et des idées.[pas clair]

### Politique intérieure
Le PARTI se propose en particulier de reconstruire le Mur de Berlin et les frontières de la RDA. Son représentant fédéral, Martin Sonneborn (ancien rédacteur en chef du Titanic), précise : « Nous ne voulons pas rétablir la peine de mort et personne ne doit être abattu devant le Mur ». Dans ce cadre, le territoire de l’ex-RDA doit devenir une Zone économique spéciale (Sonderbewirtschaftungszone) et être « re-bureaucratisée ».

### Politique européenne
Pendant la campagne électorale pour les élections européennes de 2014 le PARTI diffuse son slogan principal (sans contenu) : « Oui à l'Europe, non à l'Europe ». Il utilise aussi « Merkel est bête », « Merkel est grosse » et « Ne pas toucher la bite allemande – Non au pénis normé par l'UE ». 
Le programme politique à ces élections propose par exemple :
- l'introduction d'un quota de paresseux pour une existence relaxée aussi dans le nord de l'Europe,
- l'abolition de l'heure d'été,
- la construction de murs (par exemple autour de la Suisse),
- la limitation des salaires des dirigeants à 25 000 fois le salaire d'un travailleur ordinaire.

## Histoire

### Origines
En mai 2005, Le PARTI compte environ 4 000 adhérents et présente une liste pour les élections à la diète de Rhénanie-du-Nord-Westphalie, où il obtient 0,016 % des voix. Par la suite, des cellules locales sont créées dans la plupart des autres Länder. En septembre 2005, Le PARTI participe aux élections législatives dans les Länder de Berlin et Hambourg, où il obtient respectivement 0,4 et 0,3 % des voix (« Son meilleur résultat depuis la fin de la guerre »). Il fait parler de lui en proposant d’insérer de la publicité dans son temps de parole sur la télévision publique. Ce « service » est mis aux enchères sur Internet et remporté par une compagnie aérienne à bas prix dont le nom et le slogan apparaissent à plusieurs reprises dans les spots du PARTI. À la fin du dernier spot, Sonneborn promet même : « Si nous perdons ces élections, nous quitterons immédiatement le pays. Pour 19,99 euros »… Dans une interview accordée au Spiegel après le scrutin du 19 septembre 2005, Sonneborn déclare que Le PARTI est le seul vainqueur des élections puisqu’il a atteint son but d’empêcher à la fois le Parti social-démocrate d'Allemagne (SPD) et la Union chrétienne-démocrate d'Allemagne (CDU) de réunir une majorité de voix.

### Élections fédérales de 2013
Lors des élections fédérales allemandes de 2013, le PARTI se présenta dans cinq Länder d'Allemagne. Il réussit une percée à Berlin en obtenant 1,9 % des voix dans la circonscription de Berlin-Kreuzberg/Prenzlauer Berg.
De même, le PARTI a présenté une liste aux élections communale de Lübeck qui remporta 1,3 % des voix, obtenant ainsi un représentant au conseil municipal.

### Élections européennes de 2014
Aux élections européennes de 2014 le PARTI et son président Martin Sonneborn obtient un siège au Parlement européen avec 0,60 % des voix. La campagne électorale est organisée autour de trois slogans : « Merkel est bête », « Merkel est grosse » et « Non à l'Europe, oui à l'Europe »,.
Martin Sonneborn est l'unique élu du parti.

### Élections européennes de 2019

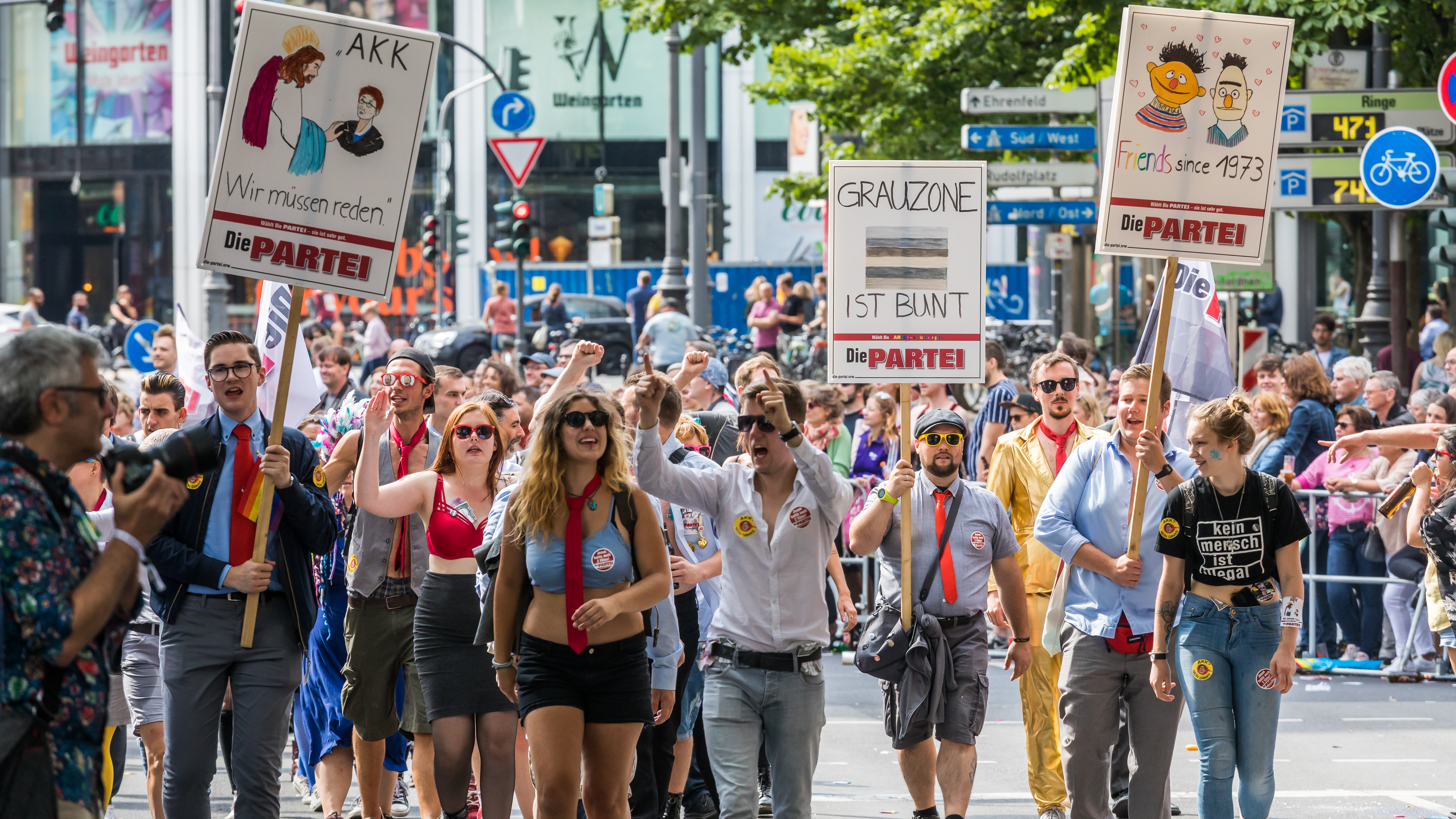
Militants « Die PARTEI » défilant à la Cologne Gay Pride.

Aux élections européennes de 2019, Die PARTEI envoie deux députés au Parlement européen : Martin Sonneborn, réélu, et Nico Semsrott.

### Élections européennes de 2024
Aux élections européennes de 2024, Die PARTEI obtient un résultat de 1,9% des voix, ce qui lui permet d'envoyer deux députés au Parlement européen: Martin Sonneborn, réélu, et l'écrivaine Sibylle Berg.

## Résultats électoraux

### Élections au Bundestag
| Année | Voix             | %                | Mandats          | Rang             |
| ----- | ---------------- | ---------------- | ---------------- | ---------------- |
| 2005  | 10 379           | 0,0              | 0 / 614          | 20e              |
| 2009  | Pas de candidats | Pas de candidats | Pas de candidats | Pas de candidats |
| 2013  | 78 674           | 0,2              | 0 / 631          | 14e              |
| 2017  | 452 922          | 1,0              | 0 / 709          | 9e               |
| 2021  | 461 570          | 1,0              | 0 / 736          | 11e              |
| 2025  | 242 741          | 0,5              | 0 / 630          | 11e              |

### Élections européennes

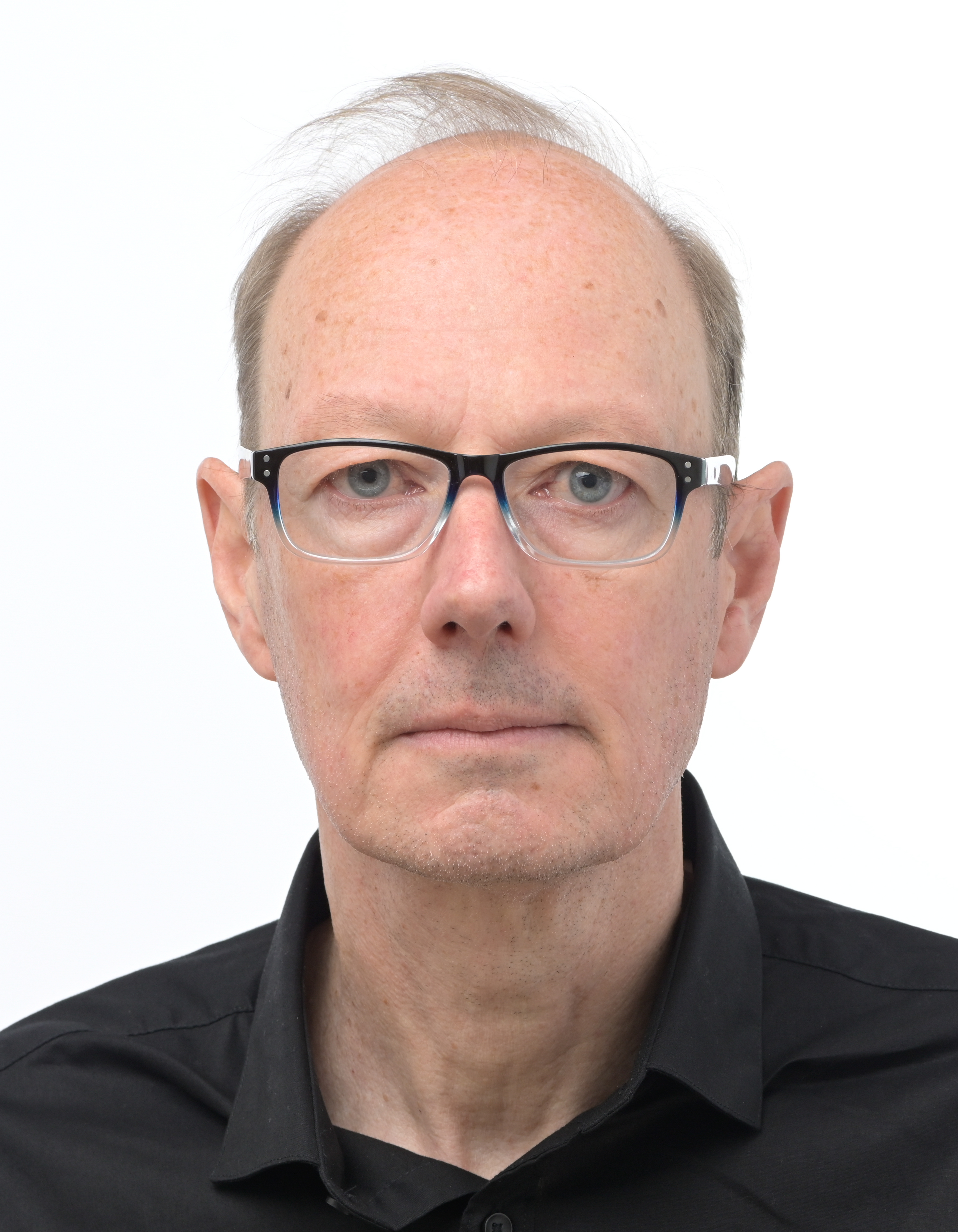
Martin Sonneborn, fondateur et élu européen depuis 2014.

| Année | Voix             | %                | Mandats          | Rang             | Tête de liste                 | Groupe                                          |
| ----- | ---------------- | ---------------- | ---------------- | ---------------- | ----------------------------- | ----------------------------------------------- |
| 2009  | Pas de candidats | Pas de candidats | Pas de candidats | Pas de candidats | Pas de candidats              | Pas de candidats                                |
| 2014  | 184 709          | 0,6              | 1 / 96           | 14e              | Martin Sonneborn              | NI                                              |
| 2019  | 898 386          | 2,4              | 2 / 96           | 8e               | Martin Sonneborn              | Verts/ALE (Nico Semsrott) NI (Martin Sonneborn) |
| 2024  | 775 392          | 1,9              | 2 / 96           | 10e              | Martin Sonneborn Sibylle Berg | NI                                              |

### Élections dans les Länder
| Année | BW  | BY  | BE  | BB  | HB  | HH  | HE  | MV  | NI  | NW  | RP  | SA  | SN  | ST  | SH  | TH  |
| ----- | --- | --- | --- | --- | --- | --- | --- | --- | --- | --- | --- | --- | --- | --- | --- | --- |
| 2005  | —   | —   | —   | —   | —   | —   | —   | —   | —   | 0,0 | —   | —   | —   | —   | —   | —   |
| 2006  | 0,0 | —   | 0,2 | —   | —   | —   | —   | —   | —   | 0,0 | —   | —   | —   | —   | —   | —   |
| 2007  | 0,0 | —   | 0,2 | —   | —   | —   | —   | —   | —   | 0,0 | —   | —   | —   | —   | —   | —   |
| 2008  | 0,0 | —   | 0,2 | —   | —   | 0,3 | —   | —   | —   | 0,0 | —   | —   | —   | —   | —   | —   |
| 2009  | 0,0 | —   | 0,2 | —   | —   | 0,3 | —   | —   | —   | 0,0 | —   | —   | —   | —   | —   | —   |
| 2010  | 0,0 | —   | 0,2 | —   | —   | 0,3 | —   | —   | —   | 0,1 | —   | —   | —   | —   | —   | —   |
| 2011  | 0,0 | —   | 0,9 | —   | —   | 0,7 | —   | 0,2 | —   | 0,1 | —   | —   | —   | —   | —   | —   |
| 2012  | 0,0 | —   | 0,9 | —   | —   | 0,7 | —   | 0,2 | —   | 0,3 | —   | 0,5 | —   | —   | —   | —   |
| 2013  | 0,0 | —   | 0,9 | —   | —   | 0,7 | 0,5 | 0,2 | —   | 0,3 | —   | 0,5 | —   | —   | —   | —   |
| 2014  | 0,0 | —   | 0,9 | 0,2 | —   | 0,7 | 0,5 | 0,2 | —   | 0,3 | —   | 0,5 | 0,7 | —   | —   | 0,6 |
| 2015  | 0,0 | —   | 0,9 | 0,2 | 1,9 | 0,9 | 0,5 | 0,2 | —   | 0,3 | —   | 0,5 | 0,7 | —   | —   | 0,6 |
| 2016  | 0,3 | —   | 2,0 | 0,2 | 1,9 | 0,9 | 0,5 | 0,6 | —   | 0,3 | —   | 0,5 | 0,7 | 0,1 | —   | 0,6 |
| 2017  | 0,3 | —   | 2,0 | 0,2 | 1,9 | 0,9 | 0,5 | 0,6 | 0,6 | 0,7 | —   | —   | 0,7 | 0,1 | 0,6 | 0,6 |
| 2018  | 0,3 | 0,4 | 2,0 | 0,2 | 1,9 | 0,9 | 0,6 | 0,6 | 0,6 | 0,7 | —   | —   | 0,7 | 0,1 | 0,6 | 0,6 |
| 2019  | 0,3 | 0,4 | 2,0 | 0,5 | 1,7 | 0,9 | 0,6 | 0,6 | 0,6 | 0,7 | —   | —   | 1,5 | 0,1 | 0,6 | 1,1 |
| 2020  | 0,3 | 0,4 | 2,0 | 0,5 | 1,7 | 1,4 | 0,6 | 0,6 | 0,6 | 0,7 | —   | —   | 1,5 | 0,1 | 0,6 | 1,1 |
| 2021  | 1,2 | 0,4 | 1,8 | 0,5 | 1,7 | 1,4 | 0,6 | 0,8 | 0,6 | 0,7 | 1,1 | —   | 1,5 | 0,7 | 0,6 | 1,1 |
| 2022  | 1,2 | 0,4 | 1,8 | 0,5 | 1,7 | 1,4 | 0,6 | 0,8 | 0,9 | 1,1 | 1,1 | 1,0 | 1,5 | 0,7 | 0,7 | 1,1 |
| 2023  | 1,2 | 0,5 | 1,4 | 0,5 | 1,0 | 1,4 | 0,8 | 0,8 | 0,9 | 1,1 | 1,1 | 1,0 | 1,5 | 0,7 | 0,7 | 1,1 |
| 2024  | 1,2 | 0,5 | 1,4 | —   | 1,0 | 1,4 | 0,8 | 0,8 | 0,9 | 1,1 | 1,1 | 1,0 | 0,8 | 0,7 | 0,7 | —   |

Légende
Meilleur résultat dans chaque Land